# Internazionali di Tennis dell'Umbria 2010
I quarti Internazionali di Tennis dell'Umbria si tennero dal 13 al 19 settembre 2010 a Todi.
Erano parte dell'ATP Challenger Tour 2010.

## Partecipanti

### Teste di serie
| Nazionalità | Giocatore         | Ranking* | Testa di serie |
| ----------- | ----------------- | -------- | -------------- |
| Spagna      | Marcel Granollers | 94       | 1              |
| Argentina   | Carlos Berlocq    | 101      | 2              |
| Italia      | Paolo Lorenzi     | 103      | 3              |
| Spagna      | Óscar Hernández   | 159      | 4              |
| Argentina   | Diego Junqueira   | 187      | 5              |
| Argentina   | Máximo González   | 191      | 6              |
| Marocco     | Reda El Amrani    | 198      | 7              |
| Francia     | Guillaume Rufin   | 206      | 8              |

- Ranking al 30 agosto 2010.

### Altri partecipanti
Giocatori che hanno ricevuto una wild card:
- Marco Crugnola
- Gianluca Naso
- Matteo Trevisan

Giocatori passati dalle qualificazioni:
- Gerard Granollers Pujol (lucky loser)
- Patricio Heras
- Borut Puc
- Janez Semrajč
- Walter Trusendi
- Mikhail Vasiliev (lucky loser)

## Campioni

### Singolare
Carlos Berlocq ha battuto in finale  Marcel Granollers con il punteggio di 6–4, 6–3

### Doppio
Flavio Cipolla /  Alessio di Mauro hanno battuto in finale  Marcel Granollers /  Gerard Granollers Pujol con il punteggio di 6–1, 6–4